# Madagasikaria andersonii
Madagasikaria andersonii är en tvåhjärtbladig växtart som beskrevs av C.Davis. Madagasikaria andersonii ingår i släktet Madagasikaria och familjen Malpighiaceae. Inga underarter finns listade i Catalogue of Life.